# スーパーマリオブラザーズ ワンダー
『スーパーマリオブラザーズ ワンダー』（Super Mario Bros. Wonder）は、任天堂より2023年10月20日に発売されたNintendo Switch専用ゲームソフト。
『スーパーマリオブラザーズ』の流れを汲むスーパーマリオシリーズの2D（横スクロール）ゲームとしては2016年リリースのスマートフォン用ソフト『Super Mario Run』以来7年ぶり、スーパーマリオブラザーズシリーズとしては2012年発売のWii U用ソフト『New スーパーマリオブラザーズ U』以来の11年ぶりの新作である。発売2週間で430万本と、過去最高ペースで売り上げた。

## システム
基本的なシステムは『New スーパーマリオブラザーズ』シリーズと同様で、「カベキック」「ヒップドロップ」をはじめとした同シリーズのテクニックも一通り実装されている。また、「3Dマリオ」のようにしゃがみながら移動することができる。その一方で、本作ではスコアや制限時間の概念、『New スーパーマリオブラザーズ』シリーズにあった「3段ジャンプ」などのアクションが廃止されている。
2人以上でのプレイ時はプレイヤーの残り数（残機）が共有となっていて、ミスをしたプレイヤーは「タマシイ」の状態となってコース内を浮遊し、健在な仲間プレイヤーが5カウント以内にタマシイに触れれば、残り数を減らさずプレイに復帰できる。
各ステージに配置されている「ワンダーフラワー」に触れると「ワンダー」が発動し、地形やギミック、プレイヤーや敵の外見など、さまざまな変化が起こる。ワンダーには制限時間があるものもあり、0になると通常状態に戻る。
冒険を進めると、便利なアクションを追加したり、難易度を上げたりすることが可能な「バッジ」が手に入る。一度に付けられるバッジは1枚のみ。

### パワーアップ形態
本項では便宜上、各パワーアップ時の名称を「○○マリオ」と表記する。
ちびマリオ
「スーパーマリオ」の状態でダメージを受けるとこの状態になり、レンガブロックを壊せなくなる。この状態でダメージを受けるとミスになり、再挑戦時は強制的にこの状態になる。
スーパーマリオ
「ちびマリオ」の状態でスーパーキノコを取ると変身する。実質的な標準形態で、最初のコースから始める場合はこの状態でスタートする。
ファイアマリオ
ファイアフラワーを取ることで変身するパワーアップ。画面上に連続2個までファイアボールを投げられる。
ゾウマリオ
ゾウフルーツを取ることで変身する。鼻で攻撃したり、鼻に水を溜めて噴射したりするなど、ゾウを意識したアクションが可能。
アワマリオ
アワフラワーを取ることで変身する。前方に泡を放ち、近づいた敵を包み込むと同時にコインに変化させることができる。また、泡は壁やブロックなどの障害物を貫通して敵に到達し、ひと跳び限りの足場とすることもできる。
ドリルマリオ
ドリルキノコを取ることで変身する。頭突きで棘付きの敵や硬い敵を倒すことができるほか、天井や地中に潜ることができる。
無敵マリオ
スーパースターを取ることで変身する、シリーズ共通の無敵状態。触れた敵を一方的に倒したり、ダメージのある棘床などのトラップを無効化するほか、近くにあるコインを引き寄せる。穴に落ちたり、底のない溶岩や毒沼につかった場合は通常通りミスとなる。

### ワールドとコース
「フラワー諸島」を中心に、各ワールドが時計回りに配置されているのが特徴で、ワールド2以降に行くにはフラワー諸島を経由する必要がある。また、従来のルートに沿って自動的に進む地帯に加え、『スーパーマリオ 3Dワールド』のような自由に歩き回れる地帯が混在している。

## ストーリー
マリオとその仲間たちは、隣国であるフラワー王国のフロリアン王子から招待を受け、現実を変える力を持つフラワー王国の宝「ワンダーフラワー」の実演を見に訪れる。しかし、クッパが式典に乱入し、ワンダーフラワーを奪ってその力でフロリアン王子の城と融合、自ら巨大な飛行要塞となって王国の市民を閉じ込めてしまう。マリオたちはフロリアン王子と共に、クッパを止めるために立ち上がる。
一行は捕らわれたポプリンたちを救いながら冒険を進める。フラワー王国の貴重な宝とされる6つの「グランドシード」を集めることで、クッパ城への道が開かれることに気づき、それぞれのシードを集めるたびに城を守る6体の雲パックンが1体ずつ消滅していく。
各地でクッパJr.の支配を打ち破り、防衛機能を解除した一行は、最終的にクッパの飛行城で対決する。クッパはワンダーフラワーの力でリズムで宇宙を支配する計画を明かすが、マリオたちがこれを阻止し、王国は平和を取り戻す。クッパ、クッパJr.、カメックは敗走する。

## キャラクター

### プレイヤーキャラクター
本作では『New スーパーマリオブラザーズ』シリーズの倍以上となる12体のキャラクターから選択できる。また、一部のコースには特定のキャラクターが近づくと見えるようになる隠しブロックが存在する。
マリオ、ルイージ、ピーチ、デイジー、きいろキノピオ、あおキノピオ、キノピコ
声 - ケビン・アフガニ（マリオ、ルイージ）、サマンサ・ケリー（ピーチ、きいろキノピオ、あおキノピオ、キノピコ）、ジゼル・フェルナンデス（デイジー）
基本となる操作キャラクター。アイテムを取ることでさまざまなパワーアップが可能。身体能力上の差は存在しないが、前述の「バッジ」で過去の作品における固有能力をある程度再現できる。
ヨッシー、あかヨッシー、きいろヨッシー、みずいろヨッシー
たべる、はきだす、ふんばりジャンプといった、「ヨッシーシリーズ」でも使用したアクションが使える。また、別のヨッシーを含むほかのキャラクターを騎乗させることもできる。敵に当たってもダメージを受けない（一瞬行動不能となる）が、谷底に落ちたり溶岩、毒沼に触れると通常通りのミスになる。また、マリオたちと違いアイテムによるパワーアップはできない。
トッテン
声 - ドーン・M・ベネット
パワーアップとヨッシー特有の能力がない代わりに、こちらは敵に当たってもそのまま素通りできる。さらに本作ではマリオたちと同様にヨッシーに乗ることができる。

## 開発と発売
Newスーパーマリオシリーズのエンジンを流用するのではなく、「新たな2Dマリオのベースとなるシステムをつくる」ことを目標に制作された。
スーパーマリオシリーズの開発者およびプロデューサーである手塚卓志が本作のワンダーでもプロデューサーとして復帰した。前作『New スーパーマリオブラザーズ U デラックス』でディレクターを務めた毛利拓朗も本作のディレクターとして続投した。ワンダーの開発はデラックスの発売後の2019年に開始され、開発チームにはプロトタイプ作成の締め切りが設けられなかったため、ゲームプレイアイデアの検討に十分な時間が確保された。
作品のテーマは「秘密や不思議がいっぱいのマリオ」ブロックをたたくとコインが出る、スーパーキノコで体が大きくなる等の発売当時から続くシリーズ伝統のギミックだけでなく、「今の時代でも感じられる秘密や不思議」を模索するようプロデューサーの手塚卓志から課題が出たという。
『スーパーマリオメーカー2』の開発が始まった時から「次のマリオはどんなものにしよう？」と模索したが多くのユーザーがスーパーマリオメーカーの手作りコースだけで満足する声が出てきてデザイナーの林田宏一は相当な不安を抱えた。手塚は楽観視のため、「次のマリオはちゃんとスーパーマリオメーカーと全然違うものになるから、心配しないで」と説得を続けた。
アイデア案は2000枚以上も存在した。その中の一つが「アイテムを取ると別世界にワープできる」美術担当の佐藤真靖が提案した物で土管やつるブロックの様にワープする事から構想し、手塚から従来のワープとは変わらないことを指摘し、その場の地形を変化する様に指示を出したがディレクターの毛利志朗たちから無茶な指示に困惑した。土管を芋虫の様に曲げながら移動するアイデアは従来の2Dマリオではスペックの都合でできなかったことを実現できたことから核が見えてきて決定した。サウンドディレクターの近藤浩治の案は、8頭身リアルサイズの実写版マリオがBGMを鼻歌で歌いながら進み、ジャンプするときは「ぴょ～んっ！」と声で喋るものだった。採用されなかった理由はアイデアとしては面白いが、遊び方の違いがどう変わるのか分からないからとされる。その不採用となったアイデアは、「ハナ歌効果音」バッジの効果として採用された。採用された理由は、いろいろな声を聞きたくなるため、さまざまなアクションを試したくなる点がよかったからとのこと。
開発が遅れた理由としては「納期よりも中身優先で」の指示があったため、制作期間に制限が設けられておらず、長期にわたる時間やコストがかかったことや、当初は少人数体制で開発が行われたことが理由として挙げられる。
また、若年層と経験豊富なプレイヤーのどちらにも楽しめるよう難易度を調整するために、易しくも難しくもなるバッジシステム、オンラインで他プレイヤーに助けてもらえる仕組み、敵の攻撃を受けないキャラクターの実装、好きな順番で攻略できるワールドマップなどが設計された。
本作は当初、プレイヤーのアクションを実況するスポーツ中継風のライブコメント機能を予定していたが、開発後期に「話す花」へと変更された。これにより、各ステージ内でプレイヤーへユーモラスな掛け合いを提供する形となった。スポーツ実況は実装が複雑で、「何かがしっくりこない」と判断されたためである。
『マリオシリーズ』の生みの親である宮本茂はワンダーの開発にはほとんど関わっていないが、手塚によれば、開発中に何度か現場を訪問して意見や助言を与えている。毛利は、宮本がゾウマリオの初期デザインやアニメーションを気に入らず、両方の改良につながったと述べている。
ワンダーは2023年6月21日のNintendo Directで発表され、2023年10月20日にNintendo Switch向けに発売された。2D横スクロール型『スーパーマリオ』としては『New スーパーマリオブラザーズ U』（2012年）以来となる。『ソニック スーパースターズ』は、同じ2D横スクロール型のプラットフォームゲームとしてセガのソニックチームより3日前に発売された。手塚とソニック スーパースターズのプロデューサーである飯塚隆は、この同時期発売は偶然であると述べている。スーパーマリオと『ソニック・ザ・ヘッジホッグ』の2Dタイトルがこれほど近い時期に発売されたのは、1990年代の任天堂対セガのゲーム機戦争以来となった。

### 音声
BGMの変化は大きく意識しており、異質感をより高めるように、アップテンポの曲を多めにしたり、環境音と効果音をより派手な音にして通常コースをガラッと変わった印象を与えるように従来のアナログシンセから楽器音やデジタルシンセを採用してこれまでのマリオになかったジャンルを取り入れ、一新した。
『スーパーマリオ64』から長年に渡ってマリオとルイージの声優を担当していたチャールズ・マーティネーが引退することを2023年8月に発表したため、後任としてケビン・アフガニが声優を担当する初めてのゲーム作品となった。また、デイジーやトッテンの声優も過去作から変更された。

## 評価

### 批評家の評価
スーパーマリオブラザーズ ワンダーは、Metacriticなどのレビュー収集サイトによれば、批評家から「絶賛」を受けている。OpenCriticでは、レビューの98%が本作を推薦している。
批評家からはゲームプレイに対する評価が特に高く、その創造的な革新性や多彩さが広く称賛された。『Nintendo Life』のPJ・オライリーは、「本作は間違いなく『スーパーマリオワールド』以来最高の2Dマリオゲームであり、二次元マリオが1991年以来もっとも洗練され、鋭く、賢く感じられる」と記している。

### 売上
本作は発売から2週間で430万本を販売し、スーパーマリオシリーズ最速の販売記録を達成した。2024年3月31日までに1,344万本を販売した。2025年3月31日時点でワンダーの累計販売本数は1,603万本に達した。

### 受賞歴
第24回Game Developers Choice Awardsにおいて、スーパーマリオブラザーズ ワンダーは年間最優秀賞、Best Design、Best Visual Artの各部門で優秀賞に選ばれた。また、第20回British Academy Games Awardsでのノミネートに加え、この作品は芸術的業績およびゲームデザインのロングリストにも掲載された。
| 年   | 賞                                 | 部門                                                 | 結果       | 出典          |
| ---- | ---------------------------------- | ---------------------------------------------------- | ---------- | ------------- |
| 2023 | ゴールデンジョイスティックアワード | Ultimate Game of the Year                            | ノミネート | [ 61 ]        |
| 2023 | The Game Awards 2023               | Game of the Year                                     | ノミネート | [ 62 ] [ 63 ] |
| 2023 | The Game Awards 2023               | Best Game Direction                                  | ノミネート | [ 62 ] [ 63 ] |
| 2023 | The Game Awards 2023               | Best Art Direction                                   | ノミネート | [ 62 ] [ 63 ] |
| 2023 | The Game Awards 2023               | Best Family Game                                     | 受賞       | [ 62 ] [ 63 ] |
| 2023 | The Game Awards 2023               | Best Multiplayer Game                                | ノミネート | [ 62 ] [ 63 ] |
| 2024 | 13th New York Game Awards          | Central Park Children's Zoo Award for Best Kids Game | 受賞       | [ 64 ] [ 65 ] |
| 2024 | 27th Annual D.I.C.E. Awards        | Family Game of the Year                              | 受賞       | [ 66 ] [ 67 ] |
| 2024 | 27th Annual D.I.C.E. Awards        | Outstanding Achievement in Game Direction            | ノミネート | [ 66 ] [ 67 ] |
| 2024 | 27th Annual D.I.C.E. Awards        | Outstanding Achievement in Game Design               | ノミネート | [ 66 ] [ 67 ] |
| 2024 | 27th Annual D.I.C.E. Awards        | Outstanding Achievement in Animation                 | ノミネート | [ 66 ] [ 67 ] |
| 2024 | 20th British Academy Games Awards  | Best Game                                            | ノミネート | [ 68 ] [ 69 ] |
| 2024 | 20th British Academy Games Awards  | Animation                                            | ノミネート | [ 68 ] [ 69 ] |
| 2024 | 20th British Academy Games Awards  | Family                                               | 受賞       | [ 68 ] [ 69 ] |
| 2024 | 20th British Academy Games Awards  | Multiplayer                                          | 受賞       | [ 68 ] [ 69 ] |
| 2024 | 2024 Kids' Choice Awards           | Favorite Video Game                                  | ノミネート | [ 70 ]        |
| 2024 | 日本ゲーム大賞2024                 | Award for Excellence                                 | 受賞       | [ 71 ]        |